# Косомов, Бажей
Бажей Косомов (после крещения Николай Александрович Косомов) — представитель бурятской буржуазии 1830-х—1850-х годов, староста пятого хонгодоровского рода Аларского инородческого ведомства, первый крещёный бурят из родоначальников данного ведомства.

## Биография
Бажей Косомов жил в бурятском улусе Нуга (ныне Черемховский район), относился к роду хонгодоров. Он обладал крупным состоянием, соперничал за власть с тайшой из Аларского ведомства. В 1840 году в Санкт-Петербурге принял христианство. При крещении получил имя Николай Александрович Косомов. Вскоре после этого он построил в улусе Нуга церковь, а также миссионерский стан, школу и лечебницу. Храм, построенный Бажеем, в ряде документов носил название Бажеевский. Он был освящён в 1841 году кафедральным протоиереем Фортунатом Петуховым согласно благословлению Нила Исаковича — архиепископа, занимавшегося миссионерской деятельностью в Сибири. Однако, в результате пожара в 1863 году  церковь была уничтожена. Восстановлен храм был в 1869 году благодаря аларскому тайше Матханову Н. В., освящена 6 июля того же года в честь Николая Чудотворца.

## Именем Бажея названы
- улус Нуга, в котором жил Бажей Косомов, был переименован в Бажей